# Ricardo Trigo
Ricardo Trigo fue un actor argentino nacido el 15 de mayo de 1906. Murió el 11 de febrero de 1982.
Integra en 1946 la lista de  "La Agrupación de Actores Democráticos", en pleno gobierno de Juan Domingo Perón, y cuya junta directiva estaba integrada por Pablo Racioppi, Lydia Lamaison, Pascual Nacaratti, Alberto Barcel y Domingo Mania.
En la película Captura recomendada de 1950 representó a Antonio Navarro, alias "el Negro". En 1965 trabajó en el filme Con gusto a rabia dirigida por Fernando Ayala.
Fue el "duro" más característico de la pantalla nacional entre los años 1940 y 1950. Generalmente, Trigo, se caracterizó por representar personajes recios.
Especializado (y encasillado) en "gangsters" con diversos grados de maldad, su vigorosa personalidad impregnó la película Hombres a precio (1949), de Bernardo Spolianski.
En televisión trabajó en Fidelidad y Telesolfas en 1953 y en 1956 en el Ciclo de teatro policial.

## Filmografía
- Los hombres sólo piensan en eso ...(1976)
- El muerto (1975)
- La gran ruta (1971)
- Con gusto a rabia (1964) ...Milani
- El bruto (1962)
- Don Frutos Gómez (1961)
- La patota (1960)
- Las tierras blancas (1958)
- El último perro (1956)
- Los torturados (1956)...Cipriano Reyes
- Con el más puro amor (1955)
- Goleta austral (1955)
- El último perro (1955)
- Barrio gris (1954) ...El Correntino
- El asesino está en libertad (1954)
- Mala gente (1952)...Ramón Acosta
- La encrucijada (1952) ...Leonardo Celvi
- Tierra extraña (1951)
- Patrulla Norte (1951)
- Café cantante (1951) ...José Luis
- Captura recomendada (1950) ...Antonio "Negro" Navarro
- Patrulla Norte (1950) ...Ortiz
- La fuerza ciega (1950)
- Hombres a precio (1949)
- Edición Extra (1949) ...Pedro
- De hombre a hombre (1949)
- Tierra del Fuego (1948
- Compañeros de aventuras (1948)
- Mis cinco hijos (1948)
- El tambor de Tacuarí (1948)
- Rosa de América (1946)

## Teatro
En teatro integra en 1951 Compañía encabezada por la primera actriz Mecha Ortiz.  Trabajó en una compañía teatral junto a Eduardo Rudy y Silvia Nolasco en 1954. Entre tantas de las obras en las que actuó se encuentran:
- El mal amor (1951), cuatro actor originales de María Luz Regas y Juan Albornoz.
- El zorro, de Ben Jonson.
- Juana de Pompeya (1971-1972), dirigida por Wilfredo Ferrán en el Teatro Odeón.[5]

## Galardones
Ganó un premio de la Asociación Argentina de Cronistas Cinematográficos como mejor actor masculino por su papel en la película Captura recomendada de 1950.